# Eduard Puterbrot
Eduard Moiseevich Puterbrot (12 de septiembre de 1940, Majachkalá - 15 de noviembre de 1993, Majachkalá) fue un artista de Daguestán, miembro de la Unión de Artistas de la URSS, galardonado con el Premio de la República Socialista Soviética Autónoma de Daguestán, en honor a Gamzat Tsadasa por las pinturas Maestro y Concierto de la aldea, así como bocetos de decoraciones para la Medea de Eurípides y Pecho de desastres de Gamzat Tsadasa, Honorable Trabajador de Arte de la República Socialista Soviética Autónoma de Daguestán.
Es considerado uno de los desarrolladores del nuevo estilo de pintura en el arte soviético, caracterizado, entre otras cosas, como simbolismo.

## Carrera
Participó en exposiciones en la URSS, Alemania (Blankenheim, Oldemburgo), Francia, Hungría, Polonia y Letonia. 
Sus obras se pueden encontrar en:
- Museo del teatro central llamado así por A. A. Bahrushin, en Moscú
- Galería Estatal Tretiakov, Moscú
- Museo de artes visuales de Daguestán llamado así por Patimat Saidovna Gamzatova, Majachkalá
- Museo de Historia y Arquitectura Unida del Estado de Daguestán llamado así por Alibek Tajo-Godi, Majachkalá
- Dirección de Exposiciones de Arte de la URSS
- Colección de Arte de la República Socialista Federal Soviética Rusa, Moscú
- Centro de Stas Namin
- Colecciones corporativas y privadas en Rusia, Alemania, Francia, España, Austria, Italia, Estados Unidos.

## Breve biografía

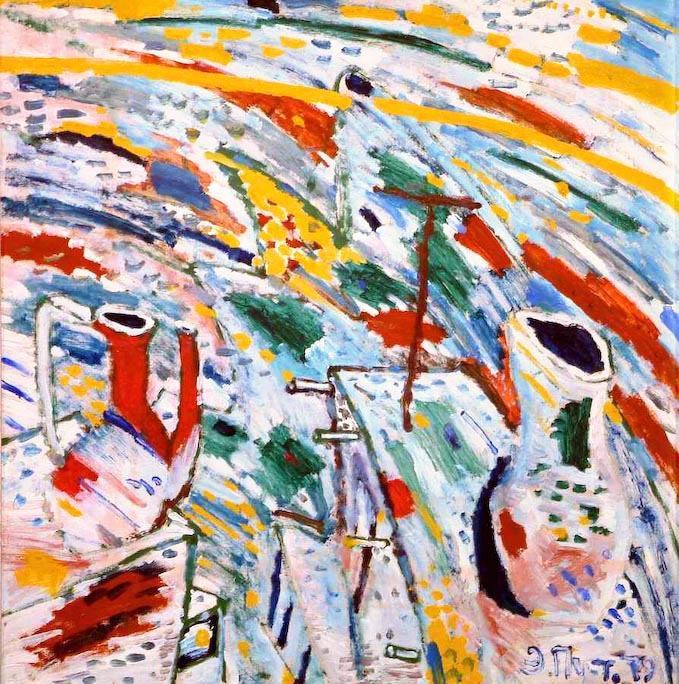
Morning Still Life. 1979 Cartón, pintura al óleo. 76 x 75

Basado en la información del álbum-catálogo de obras 1965-1993:
- 1947-1957 - estudió en el taller de artes visuales en la Casa de los jóvenes pioneros y la Casa de las artes populares
- 1957-1962 - estudió en la Universidad Estatal de Daguestán, facultad de física y matemáticas
- 1962 - comenzó a enseñar dibujo, geometría descriptiva, geometría y perspectiva en la Escuela de Arte de Daguestán que lleva el nombre de M. A. Djemal
- 1975 - se convirtió en miembro de la Unión de Artistas de la URSS; comenzó a trabajar como jefe de diseño/decorador del Teatro cumuco de Música y Drama con el nombre de A. P. Salavatov.
- 1979 - recibió el título del Premio de la República de la República Socialista Soviética Autónoma de Daguestán en honor a Gamzat Tsadasa.
- 1980 - recibió el Diploma del concurso de dramaturgia de la URSS de Alemania (RDA) en el escenario soviético para decorar la obra titulada «Mann ist Mann» (Hombre es hombre) de Bertolt Brecht
- 1981 - recibió el título de Honorable Trabajador de Arte de la República Socialista Soviética Autónoma de Daguestán
- 1985-1993 - trabajó como jefe de diseño / decorador del Teatro Estatal de Drama de Rusia con el nombre de Máximo Gorki
- 1990-1991 - viajes creativos a Alemania (Blankenheim, Oldemburgo), Francia, Hungría, Polonia, Lituania y Letonia

## Obras de arte

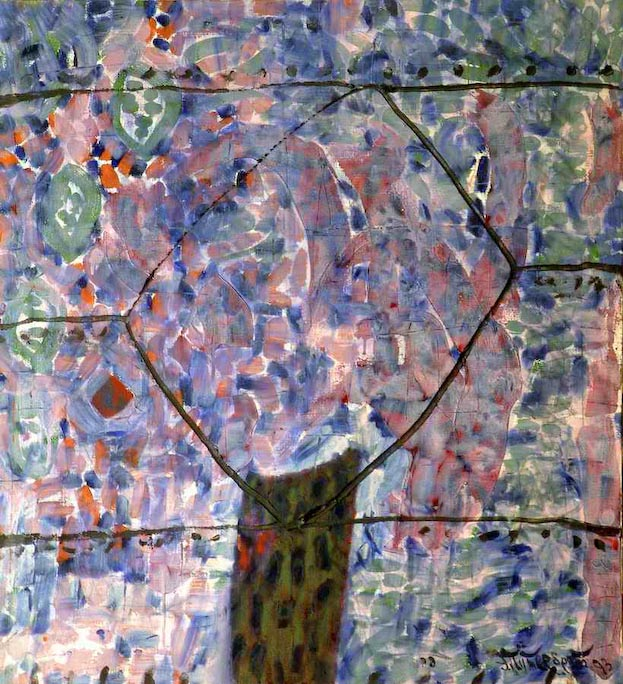
Love Game. 1993. Lienzo, témpera, pintura al óleo. 80 x 72

Según William Meyland, «Eduard Puterbrot era universal: escenografía, pintura, caballete, póster, pequeño arte plástico». «El artista vio todo el paisaje del país montañoso que lo rodeaba desde la infancia como un gran escenario teatral. Daguestán alimentó su obra de arte constantemente.» Según lo evaluado por el crítico de arte, Puterbrot había refutado la fórmula conocida de Rudyard Kipling (de The Ballad of East and West )" Oriente es Oriente y Occidente es Occidente, y los dos nunca se encontrarán". En su interpretación, el Este y el Oeste estaban cambiando y combinándose. Era un raro conocedor de la cultura y el arte de los pueblos multilingües de Daguestán, pero también se esforzó por ver el mundo entero y se interesó ávidamente en el arte contemporáneo, con frecuencia viajó a Moscú y otros centros de arte del país.

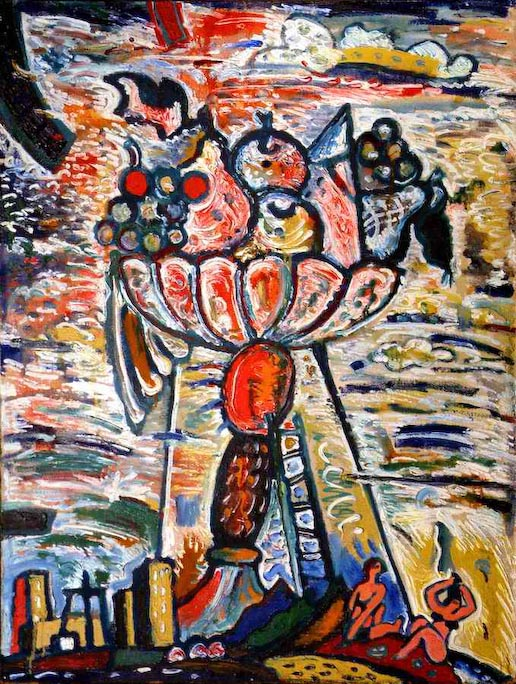
Sunny Day. 1977 Tablero de papel, pintura al óleo. 103 x 80

Según el estudioso de arte de Moscú Ivan Kuptsov: «Eduard Puterbrot, como ningún otro, era fiel a las tradiciones de Daguestán, la alta cultura de combinaciones de luces refulgentes pero sutiles... Sus obras de arte son perspicaces, figurativas, poseen la escala y la naturaleza épica... donde cada detalle se transforma por su intuición". Entendió la pintura no como la música a través del color, sino como la escritura a través del color, y en esa peculiaridad es su distinción fundamental de la falta de sujeto como experimento y la creación del color y la forma», escribió el pintor Yuri Avgustovich.
Estaba trabajando en la «traducción» de símbolos de rituales antiguos, imágenes sacras, leyendas de Daguestán al lenguaje del arte contemporáneo. Como señaló el crítico de arte Viktor Martynov, «Las leyendas, historias, mitos y cuentos de hadas de los pueblos de las tierras altas se entrelazan en su conciencia estética en un apretado puñado de pasiones impulsivas, ideas intuitivas, asociaciones inesperadas y reminiscencias de libros de lectura».

## Exposiciones y premios
2010 fue anunciado el «Año de Eduard Puterbrot en Daguestán» por la revista «Бизнес-Успех». En el artículo dedicado al 70 aniversario de Eduard Puterbrot, Yulia Goloveshkiva describe las exposiciones organizadas en varias plataformas de arte de la República. 

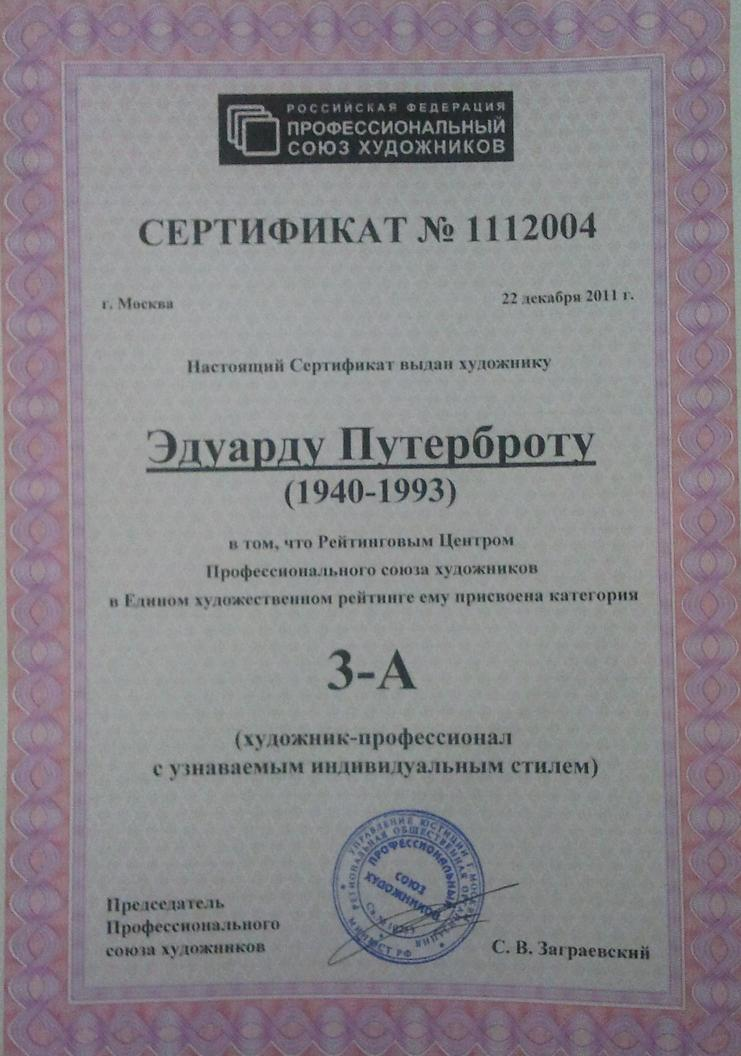
Certificado de Calificación Artística Unificada de la Unión de Artistas Profesionales de Rusia

Se mencionan las siguientes exposiciones y proyectos: 
- exposición «Memoria», organizada en abril de 2010 en Moscú por el Museo de Historia de la ciudad de Majachkalá; 
- proyecto del pintor Magomed Kazhlayev «Código: Eduard Puterbrot y los pintores de Daguestán"»; 
- «Pan marciano» - velada conmemorativa y exposición de obras basadas en el diseño de sus escenografías en la galería del estudioso de arte Vagidat Shamadayeva; 
- gran exposición de obras de Eduard Puterbrot de la colección de la familia del artista en el marco del proyecto «Primera Galería» (República de Daguestán);
Está incluido en la Clasificación Unificada de Arte y en la Clasificación Internacional de Arte de la Unión de Artistas Profesionales de Rusia «10000 mejores artistas del mundo» con un atributo de «categoría mejor o igual a tres».   